# Ernő Kállai
Pour les articles homonymes, voir Kalai et Kalai (homonymie).
Dans le nom hongrois Kállai Ernő, le nom de famille précède le prénom, mais cet article utilise l’ordre habituel en français Ernő Kállai, où le prénom précède le nom.
Ernő Kállai (en hongrois : Kállai Ernő, en allemand : Ernst Kállai), né le 9 novembre 1890 à Szakálháza (Roumanie) et mort le 28 novembre 1954 à Budapest (Hongrie), est un professeur, historien de l'art, écrivain, essayiste, caricaturiste et critique d'art hongrois.
À la fin des années 1920, il travaille au Bauhaus Dessau sous la direction de Hannes Meyer en tant que rédacteur en chef du magazine bauhaus.

## Vie et travaux
Ernő Kállai, bilingue allemand et hongrois, achève en 1910 son cycle d'études secondaires à Déva. Il commence à étudier la langue, la littérature et l'histoire hongroises et allemandes lors du séminaire national d'éducation civique organisé à Pest en 1910. En 1913, à des fins d'étude, il visite entre autres, l'Allemagne, l'Angleterre, la Scandinavie et aux États-Unis. Jusqu'à sa conscription au service militaire pendant la Première Guerre mondiale en 1915, il travaille comme enseignant. À cette époque, il rencontre le publiciste Lajos Kassák. Kállai publie des essais sur le constructivisme dans l'art dans le magazine MA sous le pseudonyme Péter Mátyás. Après la Première Guerre mondiale, il a d'abord poursuivi sa carrière d'enseignant à Nagymarton. En 1920, Kállai part étudier en Allemagne. Au début des années 1920, il travaille aussi à l'occasion au British Museum et à la National Gallery de Londres.
Au Bauhaus, il participe en tant que rédacteur en chef du Jahrbuchs für junge Kunst — avec László Moholy-Nagy et El Lissitzky — au débat sur le constructivisme. Il a notamment critiqué le fait que l'idéal et l'objectif du Bauhaus, consistant essentiellement à créer des ustensiles, ne seraient pas atteints — contrairement à de nombreux artistes influents du Bauhaus — et a exigé la séparation stricte de l'art pur et de l'art appliqué. Il est également un publiciste actif en Allemagne, a écrit des critiques d'exposition et publié dans de nombreux magazines d'art et culturels, e.a. chez Ararat, au Weltbühne et dans Cicerone. En 1925, il écrit son travail Neuere Malerei in Ungarn en allemand et en hongrois. Sous la direction de Hannes Meyer, la rédaction du magazine bauhaus est transférée au Bauhaus Dessau en 1928. En même temps, il travaille au magazine hongrois Tér és Forma  édité par Lajos Kassák.
Déçu par le développement du Bauhaus dans la seconde moitié des années 1920, il quitte Dessau en 1929 et se rend à Berlin. Il y travaille entre autres comme éditeur pour le magazine Deutsche Kunst und Dekoration. Au Weltbühne de Berlin, il était l’un des auteurs de gauche du magazine, dans lequel il écrivait des articles et des essais sur la politique culturelle au début des années 1930. À Berlin, il est secrétaire de la Ungarischen Gesellschaft.